# Ramganj Belgachhi
Ramganj Belgachhi – gaun wikas samiti we wschodniej części Nepalu w strefie Kośi w dystrykcie Sunsari. Według nepalskiego spisu powszechnego z 2001 roku liczył on 1360 gospodarstw domowych i 7166 mieszkańców (3437 kobiet i 3729 mężczyzn).